# ایجیپت (آلاباما)
ایجیپت (به انگلیسی: Egypt) شهرکی در شهرستان اتوا ایالت آلاباما است که مساحت آن ۲۳٫۳۴ کیلومترمربع است و در سرشماری سال ۲۰۱۰ میلادی، ۹۳۲ نفر جمعیت داشته و تراکم جمعیتی آن، ۳۹٫۹۳ در کیلومترمربع بوده است.